# Osita Iheme
Osita Iheme (Mbaitoli, 20 febbraio 1982) è un attore, produttore cinematografico e comico nigeriano.
È conosciuto per aver interpretato il ruolo di PawPaw nel film Aki na Ukwa, in coppia con il collega Chinedu Ikedieze. Iheme è il fondatore di Inspired Movement Africa, che ha fondato per ispirare, motivare e stimolare i giovani nigeriani e africani in generale. Nel 2007 ha ricevuto il Lifetime Achievement Award agli Africa Movie Academy Awards. È considerato uno degli attori più famosi in Nigeria. Nel 2011, Iheme è stato insignito Membro dell'Ordine della Repubblica Federale di Nigeria dal Presidente Goodluck Jonathan.

## Biografia
Osita Iheme nasce il 20 febbraio 1982 a Mbaitoli, nello stato federato di Imo, in Nigeria. Cresce nello stato di Abia, e frequenta il college Institute of Management Technology (IMT), nello stato di Enugu, dove consegue il diploma MBA. Dopo aver completato gli studi inizialmente pianificava di diventare un avvocato, ma ha cominciato una carriera di attore nel 1998, dapprima in piccoli ruoli per poi arrivare al successo nel 2002 con il film commedia Aki na Ukwa, in cui interpreta il ruolo di PawPaw, divenuto uno dei personaggi più famosi di Nollywood.

## Carriera
All'inizio della sua carriera, Osita interpretava solitamente bambini. Nel 2002 è arrivato alla fama grazie al ruolo di PawPaw nel film commedia Aki na Ukwa, in cui recita insieme a Chinedu Ikedieze. In questo film, Iheme interpreta il ruolo di un bambino dispettoso. Nelle fasi iniziali della sua carriera ricoprì il ruolo di un bambino in diversi film, per poi differenziare in seguito interpretando ruoli più maturi. Il duo è considerato uno dei più divertenti di Nollywood.
Osita Iheme è apparso in più di cento film ed è una delle personalità più conosciute dell'industria cinematografica nigeriana. Come il suo partner sul grande schermo, Chinedu Ikedieze, Iheme soffre di nanismo. La statura dei due ha dato loro il vantaggio di essere più riconoscibili rispetto agli altri attori di Nollywood.
Nella sua carriera si è evoluto dall'essere un attore comico all'essere un attore con diverse sfaccettature e stabilmente conosciuto. Ciò gli ha garantito il rispetto dell'industria cinematografica in Nigeria e quello dei suoi fan.
Nel 2018 ha rivelato che spera di poter diventare un politico nel futuro prossimo.

## Filmografia parziale
- Aki na Ukwa, regia di Amayo Uzo Philips (2002)
- Baby Police, regia di Amayo Uzo Philips (2003)
- 2 Rats, regia di Andy Chukwu (2003)
- Nollywood Babylon, regia di Ben Addelman e Samir Mallal (2008) - documentario
- The Mirror Boy, regia di Obi Emelonye (2011)
- Celebrity Marriage, regia di Pascal Amanfo (2017)
- Aki and PawPaw, regia di Biodun Stephen (2021)
- Christmas in Miami, regia di Robert Peters (2021)